# Timothy Manning

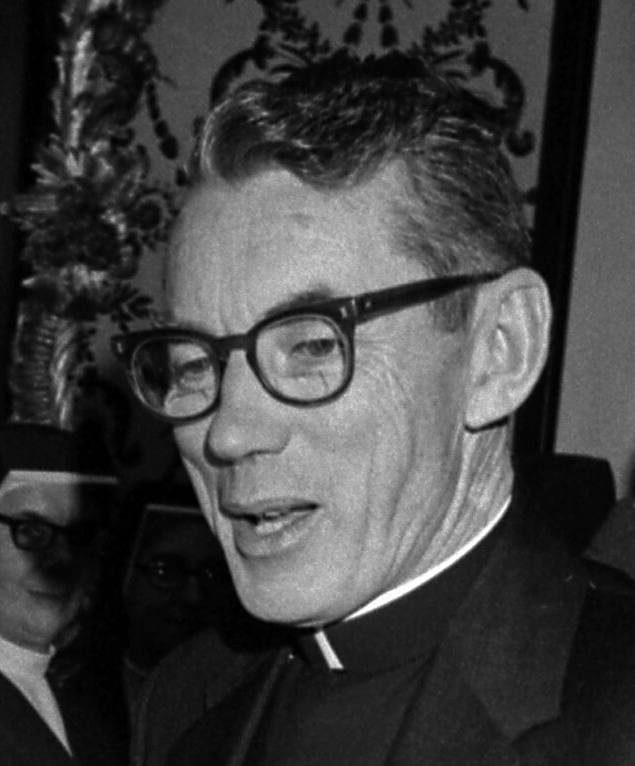
Timothy Kardinal Manning (März 1973)

Kardinalswappen von Timothy Manning

Timothy Kardinal Manning (* 15. November 1909 in Ballingeary, Irland; † 23. Juni 1989 in Los Angeles, USA) war ein US-amerikanischer Geistlicher, Erzbischof von Los Angeles und Kardinal der römisch-katholischen Kirche.

## Leben
Timothy Manning studierte zunächst im irischen Limerick und dann in Menlo Park, Kalifornien, und Rom die Fächer Katholische Theologie und Philosophie. Er wurde am 16. Juni 1934 in Los Angeles zum Priester geweiht. Nach weiterführenden Studien arbeitete er in den Jahren 1936 bis 1938 als Gemeindepriester in Los Angeles. Von 1938 bis 1946 war er persönlicher Sekretär des Erzbischofs von Los Angeles John Joseph Cantwell. Anschließend wirkte er erneut in der Gemeindeseelsorge.
Am 3. August 1946 ernannte ihn Papst Pius XII. zum Titularbischof von Lesvi und Weihbischof im Erzbistum Los Angeles. Die Bischofsweihe spendete ihm der Weihbischof in Los Angeles, Joseph Thomas McGucken, am 15. Oktober desselben Jahres. Mitkonsekratoren waren der Generalsuperior der Maryknoll-Missionare, Bischof James Edward Walsh MM, und Weihbischof Thomas Arthur Connolly aus San Francisco. Timothy Manning wurde zum Kanzler der Erzdiözese berufen, ab 1955 leitete er überdies als Generalvikar die Verwaltung des Erzbistums Los Angeles. Von 1962 bis 1965 nahm Manning als Konzilsvater am Zweiten Vatikanischen Konzil teil.
Am 16. Oktober 1967 wurde er von Papst Paul VI. zum ersten Bischof von Fresno ernannt, am 26. Mai 1969 bestimmte ihn Paul VI. zum Titularerzbischof von Capreae und Koadjutorerzbischof des Erzbistums Los Angeles, dessen Leitung Manning mit dem Rücktritt von James Francis Aloysius Kardinal McIntyre am 21. Januar 1970 übernahm.
Am 5. März 1973 nahm ihn Papst Paul VI. als Kardinalpriester mit der Titelkirche Santa Lucia a Piazza d’Armi in das Kardinalskollegium auf. Kardinal Manning nahm im August und Oktober 1978 jeweils am Konklave teil. Zudem nahm er 1977 an der 4. und 1983 an der 6. Generalversammlung der Bischofssynode teil.
Papst Johannes Paul II. nahm am 12. Juli 1985 seinen altersbedingten Rücktritt an. Timothy Manning starb am 23. Juni 1989 in Los Angeles an Lungenkrebs und wurde auf dem Calvary Cemetery beigesetzt.